# Борис Рыжий (фильм)
«Борис Рыжий» (нидерл. Boris Ryzhy) — документальный фильм нидерландского режиссёра Алёны ван дер Хорст, снятый в 2008 году. В основе ленты — воспоминания людей, которые знали поэта Бориса Рыжего, трагически ушедшего из жизни в 2001 году.
Картина была показана на кинофестивалях в Великобритании, Канаде, Аргентине, Польше, России и Нидерландах.

## Содержание
Основным местом съёмок стал екатеринбургский район Вторчермет, где жил Борис Рыжий. Сестра поэта Ольга вместе с режиссёром Алёной ван дер Хорст входят в подъезды, звонят в квартиры, пытаются найти людей, которые знали Бориса. Таковых осталось мало: одних уже нет на свете, другие переехали, третьи просто не хотят общаться с незнакомыми людьми.

Она откроет голубой альбом,

Где лица наши будущим согреты,

Где живы мы, в альбоме голубом,

Земная шваль: бандиты и поэты.
Один из друзей Рыжего, поэт Олег Дозморов, рассказывает, что Вторчермет — район сложный, но Борис любил его неблагополучных обитателей. Он жил с постоянным чувством вины за то, что в жизни слишком много смерти. Другой товарищ, Сергей Лузин, назвал это состояние внутренним конфликтом: Рыжий, будучи юношей из интеллигентной семьи, чувствовал себя своим среди чужих и чужим среди своих.
Для сына Артёма уход отца связан с тем, что ощущение боли, в том числе чужой, для поэтов иногда бывает невыносимым.
На екатеринбургском кладбище, куда приходят авторы фильма, — ряды памятников и фотографии с молодыми лицами. Это было поколение охранников, поясняет Ольга. Люди, чьё взросление совпало с переломом в жизни страны, обрели свободу, но не знали, как ею распорядиться.
Современные кадры чередуются с чёрно-белой архивной хроникой: Борис Рыжий рассказывает о себе и своём поколении. Действие происходит в тех же дворах. Показывая на дом, где он прожил десять лет, поэт поясняет, что со времени его детства ничего не изменилось — только на окнах появились решётки, а большая часть любимых людей ушла из жизни.

## Стихи из фильма
В фильме звучат фрагменты стихотворений Бориса Рыжего:
- «Погадай мне, цыганка, на медный грош, растолкуй, отчего умру»[1]
- «Мне не хватает нежности в стихах, а я хочу, чтоб получилась нежность»[2]
- «Так гранит покрывается наледью и стоят на земле холода»[3]
- «Свернул трамвай на улицу Титова, разбрызгивая по небу сирень»[4]
- «В том доме жили урки — завод их принимал»[5]
- «Ордена и аксельбанты в чёрном бархате лежат»[6]
- «Свалка памяти: разное, разное»[7]
- «Приобретут всеевропейский лоск слова трансазиатского поэта»[8]

## История создания
Идея снять картину о Борисе Рыжем возникла у Алёны ван дер Хорст после знакомства с вдовой поэта и его сыном. Родившаяся в Москве и выросшая в Голландии, Алёна не знала, как жили россияне в 1990-х. По словам режиссёра, ей захотелось сделать фильм «о поэте и человеке, для которого жизнь в том мире и в том времени <…> стала невыносимой».
При монтаже режиссёр объединила современный видеорепортаж, зафиксировавший жизнь Вторчермета, с воспоминаниями близких, кадрами, снятыми на телефон сыном поэта Артёмом, и эпизодами единственного сохранившегося интервью, которое Борис Рыжий дал екатеринбургскому телевидению (запись 2000 года). Кроме того, в фильм включены фрагменты церемонии вручения премии «Антибукер», лауреатом которой Борис стал в 1999 году.

## Отзывы и рецензии
Прыгает и обрывается зернистая телефонная картинка, меняется качество изображения, но неизменна суть — вторчерметская жизнь движется по замкнутому кругу, новое поколение екатеринбургских мальчиков месит друг друга в кровь, «пользуясь свободами на смерть, на осень и на слёзы».
Киновед Кристина Матвиенко («Искусство кино») не только увидела в фильме рок, довлеющий над поэтом, — в героях и героинях «Рыжего», в их говоре, «бытовом соседстве живого и мёртвого» она узнала художественный мир екатеринбургского драматурга Василия Сигарева и уральского прозаика Николая Коляды.
Андрей Плахов («Коммерсантъ»), цитируя строки Бориса Рыжего «земная шваль: бандиты и поэты», говорит, что в игровом кино подобная «классификация нашего народонаселения» получила бы обвинение в сгущении красок. Кинодокумент же в этом уличить невозможно.
По мнению Марты Пакните, режиссёр, предложив свою трактовку жизни и смерти поэта (через исследование социальной идентичности), сделала попытку пересмотреть результаты восторженно встреченной на Западе перестройки. Борис Рыжий в фильме — не только «певец городских окраин», но и «голос потерянного поколения».
Киновед Зара Абдуллаева в эфире «Радио Свобода» сказала, что в фильме «снята, проявлена и угадана идентичность экзистенциальная», а монтажный стек, когда после фотографий на памятниках идут молодые лица сегодняшних екатеринбуржцев, даёт более глубокое понимание времени, чем вклейки советского прошлого.

## Награды и фестивали
- XXI Международный фестиваль документального кино в Амстердаме (2008) — приз «Серебряный волк»
- Эдинбургский кинофестиваль (2009) — приз «За лучший документальный фильм»
- Российская национальная премия «Лавровая ветвь» (2009) — номинация «Лучший кинофильм»[14]
- Фестиваль документального кино «Артдокфест» (2009) — участие в конкурсной программе[15]

## В фильме участвовали
- Борис Рыжий — поэт (1974—2001)
- Артём Рыжий — сын (1993—2020)
- Ирина Князева — жена
- Ольга Сосновская — сестра
- Маргарита Рыжая — мать
- Сергей Лузин — друг
- Олег Дозморов — друг и поэт

## Съёмочная группа
- Алёна ван дер Хорст — режиссёр
- Алёна ван дер Хорст — автор сценария
- Маша Оомс, Алена ван дер Хорст — операторы
- Гарри де Вит — композитор
- Франк ван ден Енгел — продюсер